# Осинники (Татарстан)
Осинники — посёлок в Камско-Устьинском районе Татарстана. Административный центр и единственный населенный пункт Осинниковского сельского поселения.

## География
Находится в западной части Татарстана на расстоянии приблизительно 37 км на северо-запад по прямой от районного центра поселка Камское Устье.

## История
Основан в 1920-х годах как артель «Зорька».

## Население
Постоянных жителей насчитывалось в 1926 — 48, в 1949—346, в 1958—418, в 1970—368, в 1979—331, в 1989—265. Постоянное население составляло 259 человек (русские 80 %) в 2002 году, 215 в 2010.